# Liste vom Aussterben bedrohter Arten im mittleren Ostatlantik
In der Liste vom Aussterben bedrohter Arten im mittleren Ostatlantik (FAO-Fanggebiet 34) sollen die von der IUCN in der Roten Liste gefährdeter Arten als „vom Aussterben bedroht“ (Critically Endangered) eingestuften Tier- und Pflanzenarten dargestellt werden. Quelle ist die Rote Liste gefährdeter Arten der IUCN mit Stand vom 22. Dezember 2021.
| Artname                                                                      | Lateinischer Name           | Bild |
| ---------------------------------------------------------------------------- | --------------------------- | ---- |
| Gestreifter Adlerrochen                                                      | Aetomylaeus bovinus         |      |
| Europäischer Aal                                                             | Anguilla anguilla           |      |
| Weißspitzen-Hochseehai, Hochsee-Weißflossenhai                               | Carcharhinus longimanus     |      |
| Sandtigerhai, Sandtiger, Grauer Sandhai, Schnauzenhai                        | Carcharias taurus           |      |
| Kegelschnecke                                                                | Conus lugubris              |      |
| Kegelschnecke                                                                | Conus mordeirae             |      |
| Kegelschnecke                                                                | Conus salreiensis           |      |
| Rundnasen-Grenadier                                                          | Coryphaenoides rupestris    |      |
| Glattrochen                                                                  | Dipturus batis              |      |
| Riesenzackenbarsch                                                           | Epinephelus itajara         |      |
| Echte Karettschildkröte                                                      | Eretmochelys imbricata      |      |
| Stechrochen                                                                  | Fontitrygon ukpam           |      |
| Hundshai                                                                     | Galeorhinus galeus          |      |
| Rochen                                                                       | Glaucostegus cemiculus      |      |
| Stechrochen                                                                  | Hypanus rudis               |      |
| Atlantik-Bastardschildkröte, Karibische Bastardschildkröte                   | Lepidochelys kempii         |      |
| Gewöhnlicher Adlerrochen                                                     | Myliobatis aquila           |      |
| Schmalzahn-Sägerochen                                                        | Pristis pectinata           |      |
| Gewöhnlicher Sägefisch                                                       | Pristis pristis             |      |
| Rochen                                                                       | Rhinobatos albomaculatus    |      |
| Rochen                                                                       | Rhinobatos irvinei          |      |
| Gemeiner Geigenrochen, Gewöhnlicher Geigenrochen, Gewöhnlicher Gitarrenfisch | Rhinobatos rhinobatos       |      |
| Kuhnasenrochen                                                               | Rhinoptera marginata        |      |
| Rochen                                                                       | Rhynchobatus luebberti      |      |
| Rochen                                                                       | Rhynchorhina mauritaniensis |      |
| Buckeldelfin                                                                 | Sousa teuszii               |      |
| Bogenstirn-Hammerhai, Gekerbter Hammerhai                                    | Sphyrna lewini              |      |
| Großer Hammerhai                                                             | Sphyrna mokarran            |      |
| Sägerücken-Engelhai                                                          | Squatina aculeata           |      |
| Glatter Engelhai                                                             | Squatina oculata            |      |
| Meerengel                                                                    | Squatina squatina           |      |